# Giovanni Corsi (umanista)
Giovanni Corsi (Firenze, 1472 – Firenze, 17 luglio 1547) è stato un umanista e diplomatico italiano.
Giovanni Corsi nacque a Firenze nel 1472 da una delle principali famiglie nobiliari fiorentine. Della sua formazione umanistica non ci sono notizie precise. All'inizio del Cinquecento entrò in contatto con l'ambiente degli Orti Oricellari coltivando vincoli di amicizia con il filosofo Francesco Cattani da Diacceto. Nel 1506 scrisse la prima biografia del filosofo Marsilio Ficino in latino. Inoltre tradusse in latino alcune opere minori di Plutarco. Il Corsi era anche in contatto personale con l'umanista napolitano Giovanni Pontano.
Dopo il 1512, sotto il governo dei Medici, il Corsi coprì diversi incarichi diplomatici e politici. Fu ambasciatore fiorentino a Venezia nonché presso la corte spagnola.